# かせげ!じゃりんこヒーロー/サヨナラマタイツカ
「かせげ！じゃりんこヒーロー/サヨナラマタイツカ」は、テレビ東京系列で放送されたアニメ『ヒーローバンク』の前期主題歌のシングル。アルテメイトから2014年6月25日に発売された。

## 収録曲
1. かせげ！じゃりんこヒーロー（角田信朗）[3:51]
  - 『ヒーローバンク｣』オープニングテーマ
  - 作詞 : 浅野尚志/結城昌弘 作曲 : 浅野尚志
2. サヨナラマタイツカ（meg）[4:13]
  - 『ヒーローバンク』エンディングテーマ
  - 作詞・作曲 : SWEEP
3. かせげ！じゃりんこヒーロー（オリジナル・カラオケ）[3:51]
4. サヨナラマタイツカ（オリジナル・カラオケ）[4:12]

## 公式サイト
- アルテメイトによる紹介ページ

| スタブアイコン | サブスタブ | この項目は、まだ閲覧者の調べものの参照としては役立たない、シングルに関連した書きかけの項目です。この項目を加筆・訂正などしてくださる協力者を求めています（P:音楽/PJ:楽曲）。 |